# Sergei Pawlowitsch Obuchow

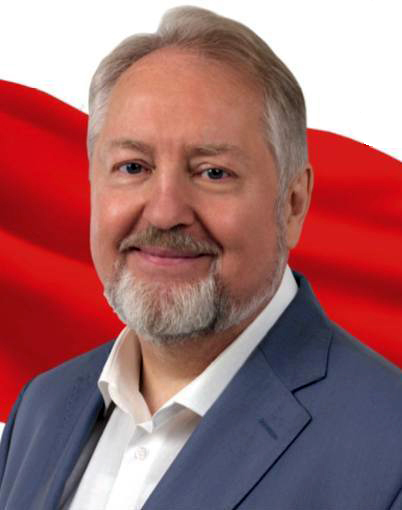
S. P. Obuchow (2021)

Sergei Pawlowitsch Obuchow (russisch Сергей Павлович Обухов; * 5. Oktober 1958 in Lwiw) ist ein russischer Politiker (Kommunistische Partei der Russischen Föderation (KPdRF)) und von 2007 bis 2016 sowie seit 2021 erneut Abgeordneter der Duma der Russischen Föderation.

## Leben

### Ausbildung
Obuchow studierte an der Lwower Polytechnischen Institut und der staatlichen landwirtschaftlichen Akademie in Kostroma.
Er schloss seine Studien 1989 mit einer Dissertation zum Thema „Sozioökonomische Interessen der Jugend und Formen ihrer Umsetzung am Beispiel der Volksrepublik Polen“ ab und wurde damit zum Kandidaten der Wirtschaftswissenschaften (vergleichbar einem Doktorgrad).
2006 promovierte er zum Doktor der Politikwissenschaften (Thema "Moderner russischer Parlamentarismus: politische Entwicklungsprobleme und ihre Widerspiegelung in der öffentlichen Meinung des Landes 1989-2005").

### Berufliche Laufbahn
Bis 1990 arbeitete er im akademischen Bereich und gleichzeitig im Apparat der sowjetischen Jugendorganisation Komsomol.
Von 1990 bis 1993 arbeitete er im Apparat des Präsidiums des Obersten Sowjets der RSFSR bzw. ab 1991 bei der russischen Präsidialverwaltung und dem Verfassungsgericht der RSFSR bzw. der Russischen Föderation. Nach dem Ende der Russischen Verfassungskrise 1993 wurde er aus dem Staatsdienst entlassen.
Von 1993 bis 1997 arbeitete er als Journalist für verschiedene kommunistische Zeitungen.

### Politische Tätigkeit
Obuchow wurde 1981 Mitglied der Kommunistischen Partei der Sowjetunion (KPdSU).
Von 1997 bis 2007 sowie erneut von 2016 bis 2021 arbeitete er im Apparat der Duma-Fraktion der KPdRF.
Bei den russischen Parlamentswahlen 2007, 2011 und 2021 wurde Obuchow als Abgeordneter für die KPdRF in die russische Duma gewählt. Dort war er stellvertretender Vorsitzender des Ausschusses für öffentliche Vereinigungen und religiöse Organisationen sowie Mitglied der russischen Delegation bei der Interparlamentarischen Versammlung der Orthodoxie.
Seit dem XIII. Parteitag 2008 ist er Mitglied des Zentralkomitees (ZK) der KPdRF sowie des Präsidiums des ZK und Sekretär des ZK.
Nach dem russischen Überfall auf die Ukraine wurde Obuchow im Februar 2022 auf die Sanktionsliste der EU gesetzt.